# Symfonie nr. 1 (Arnell)
Richard Arnell voltooide zijn Symfonie nr. 1 in 1943.
De symfonie heeft weliswaar de titel Symfonie nr. 1, maar is dat in wezen niet. Arnell had al tijdens zijn studie een symfonie (1939) gecomponeerd, maar deze is nooit uitgegeven. Ook zijn Sinfonia quasi variazioni is buiten beschouwing gelaten. De eerste symfonie is tijdens oorlogstijd in de Verenigde Staten geschreven. Die oorlog is eigenlijk daarin nauwelijks terug te vinden. De symfonie werd geschreven onder de titel Kamersymfonie, maar kreeg uiteindelijk haar volgnummer, toen het op de lessenaars lag.
Deze symfonie komt in de klassieke verdeling:
1. Allegro
2. Andante
3. Vivace
4. Presto.

Weliswaar in de vier klassieke delen, maar de symfonie bestaat voornamelijk uit snelle delen. De uitwerking binnen de symfoniestijl vindt meestal plaats in deel 3, doch dat is hier een nogal snel deel, dat als voorbereiding geldt voor deel 4. In deel 2 is de stijl van Arnell herkenbaar met lange melodielijnen in de blazerssectie met een opbouwende kracht in de strijkerssectie.
Het timbre van de symfonie is licht; wellicht had Arnell Igor Stravinskys Symfonie in C of Sergej Prokofjevs Symfonie nr. 1 in het hoofd zitten. De muziek is haast neoclassicistisch te noemen. Opnieuw stond Thomas Beecham op de bok tijdens de eerste uitvoering in Town Hall in New York.

## Orkestratie
De instrumentatie is licht gehouden:
- 1 dwarsfluit, 1 hobo, 1 klarinet, 1 fagot
- 2 hoorns, 0 trompetten, 0 trombones, 0 tuba
- violen, altviolen, celli, contrabassen

## Discografie
- uUitgave Dutton Vocalion: Martin Yates dirigeert het Royal Scottish National Orchestra; opname augustus 2008